# Kalibratielijn
Een kalibratielijn is een kromme die het verband aangeeft tussen de concentratie van een bepaalde stof in een reeks metingen met standaardoplossingen en een gemeten grootheid. De kalibratielijn wordt in de scheikunde gebruikt om de concentratie van een stof in een monster te bepalen.
Een kalibratielijn wordt vaak ten onrechte ijklijn genoemd. Kalibreren en ijken zijn geen synoniemen van elkaar.
Een kalibratielijn kan opgesteld worden door een aantal oplossingen van een te bepalen stof te maken met verschillende concentraties. Van die oplossingen wordt met een analytisch-chemische techniek (bijvoorbeeld HPLC of gaschromatografie of Atomaire absorptiespectrometrie) de respons bepaald. Vervolgens worden de verschillende concentraties en de bijbehorende respons als punten uitgezet in een grafiek. Met lineaire regressie wordt bepaald wat de best passende rechte lijn door deze punten is.
Kalibratielijnen worden toegepast als het niet mogelijk is directe uitspraken te doen over gehaltes van componenten, maar gebruikgemaakt moet worden van instrumentele methoden. Hierbij is het meetsignaal vaak niet direct gekoppeld aan de gevraagde analytische grootheid.
Er is een groot aantal gebieden van de analytische chemie waarin kalibratielijnen worden toegepast:
- UV/VIS-spectroscopie (UV/Vis)
- Atomaireabsorptiespectrometrie (AAS)
- Atomaire-emissiespectrometrie (AES)
- kwantitatieve chromatografie

## Voorbeeld
Voor de spectrometrische bepaling van kaliumpermanganaat (KMnO4) kan gebruikgemaakt worden van het feit dat deze intens paars gekleurde verbinding een extinctiemaximum vertoont bij 525 nm. Via het volgende voorschrift kan de concentratie permanganaat in een onbekende oplossing bepaald worden. Weeg 200 mg KMnO4 af en los dit op in een maatkolf van 1000 ml. Van deze voorraadoplossing wordt in 5 verschillende maatkolven van 100 ml respectievelijk 1, 2, 3, 4 en 5 ml gepipetteerd. De spectrofotometer wordt ingesteld op 525 nm waarna met zuiver water bepaald wordt hoeveel licht er door de oplossing gaat als er geen KMnO4 aanwezig is. Hiermee wordt de apparatuur op 0 ingesteld. Vervolgens wordt van de vijf oplossingen de extinctie gemeten én van de onbekende oplossing(en).
Uit de gemaakte grafiek is de concentratie van de onbekende oplossingen af te lezen.
Het maken van de grafiek wordt tegenwoordig vooral voor visuele inspectie van het meetproces gedaan. Zowel voor de grafiek als voor de berekeningen die ten grondslag liggen aan het vaststellen van de onbekende concentratie wordt gebruikgemaakt van spreadsheet programma's.

## Een onbekend monster vergelijken met de kalibratielijn

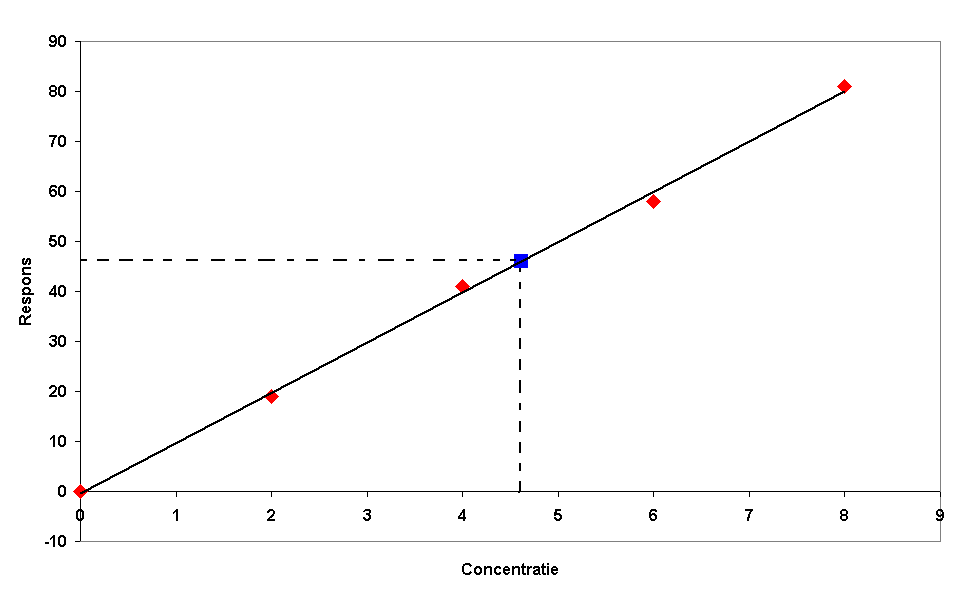
De rode punten zijn de standaarden waaruit de kalibratielijn is opgebouwd, de blauwe punt is de respons van het onbekende monster.

Als er een kalibratielijn berekend is wordt de respons van het monster gemeten met dezelfde techniek en onder dezelfde omstandigheden als waaronder de kalibratielijn opgesteld is. Vervolgens kan door interpolatie de concentratie van de te meten stof in het monster bepaald worden. Daartoe wordt de gemeten respons opgezocht op de verticale as van de grafiek van de kalibratielijn. Vanaf dat punt wordt een horizontale lijn getrokken naar de kalibratielijn, en vanaf het punt waar die lijn de kalibratielijn snijdt wordt een lijn loodrecht naar de horizontale as getrokken. Het punt waar die loodrechte lijn de as snijdt is de concentratie van de te bepalen stof in het monster.

## Lineariteit vaststellen
Voordat een kalibratielijn gebruikt mag worden moet eerst gecontroleerd worden of er een lineair verband is tussen de concentratie van de gemeten standaarden en de bijbehorende respons. Aangenomen mag worden dat een kalibratielijn lineair is wanneer er aan twee voorwaarden voldaan is:
- De correlatiecoëfficiënt van de gemeten waardes moet boven een bepaalde grenswaarde liggen. Afhankelijk van de gewenste betrouwbaarheid wordt een grenswaarde gekozen tussen 0,950 en 0,999
- De verschillen tussen de werkelijke waardes van de meetpunten en de verwachte waardes (de afstand tussen een meetpunt en de kalibratielijn) moeten willekeurig verdeeld zijn.

### Kalibratielijn die niet voldoet
Zoals te zien is in de linker grafiek hieronder, lijken de meetpunten op één lijn te liggen en de correlatiecoëfficiënt is met 0,993 voldoende, maar zoals in de rechter grafiek te zien is zijn de afwijkingen niet willekeurig verdeeld. Mogelijk is er geen lineair verband tussen de meetpunten maar een kwadratisch verband.
Deze kalibratielijn is niet geschikt om de concentratie van het onbekende monster mee te bepalen.
De praktijk kan in dit geval weerbarstiger zijn.  De analist zal zich de vraag stellen: hoeveel nauwkeurigheid win ik als ik een kwadratische verband toepas en hoeveel moeite kost het om dat voor elkaar te krijgen?  Als de meetpunten liggen zoals in dit geval dan zal doorgaans toch de lineaire benadering gekozen worden: het is veel makkelijker en de verschillen met de kwadratische methode komen pas in de zoveelste decimaal.

### Kalibratielijn die wel voldoet
De correlatiecoëfficiënt van de kalibratielijn hieronder is uitstekend (0,99998) en in de rechter grafiek hieronder is te zien dat er geen patroon te ontdekken valt in de afwijkingen.
Deze kalibratielijn kan gebruikt worden voor het bepalen van de concentratie in het onbekende monster.

## Beperkingen
De kalibratielijn is bruikbaar als in een of meer gelijksoortige monsters in kort tijdsbestek het gehalte van een component bepaald moet worden.
- Het gelijksoortig zijn van de monsters heeft te maken met het feit dat meetapparatuur bepaalde eisen stelt aan de manier waarop een monster wordt aangeboden. Als de monster te veel van elkaar verschillen moet door voorbewerkingen minstens een van de monsters geschikt gemaakt worden voor de apparatuur. Hierbij kunnen verliezen of contaminaties ontstaan.
- Het korte tijdsbestek (meestal een werkdag of een dagdeel) heeft te maken met het feit dat de exacte meetwaarde van veel variabelen kan afhangen: de exacte door het elektriciteitsnet geleverde spanning, de temperatuur van koelwater, buitentemperatuur, etc., etc. Door de metingen van zowel kalibratielijn als monster in een kort tijdbestek te doen worden te grote schommelingen in dit soort factoren voorkomen.

Doordat de kalibratielijn én de monsters onder dezelfde omstandigheden gemeten zijn, is de uitspraak over de concentratie van de onbekende monsters betrouwbaar.
Op een andere dag kunnen de genoemde variabelen een andere waarde hebben. Er wordt een andere relatie gevonden tussen bekende concentratie en meetsignaal. Doordat ook nu weer een kalibratielijn bepaald is onder dezelfde omstandigheden als de meting van de monsters is de uitspraak over de concentraties betrouwbaar.
Voorbeeld: (gekke waarde, maar dat is makkelijker voor te stellen) Stel de tweede dag is het signaal van de bekende concentraties voor de kalibratielijn steeds twee keer zo hoog als de eerste dag. Voor het onbekende monster zal dus ook de dubbele waarden gemeten worden. Door de andere kalibratielijn zal echter dezelfde waarden voor de concentratie in het onbekende monster gevonden worden.